# Black Mass (película)
Black Mass (Pacto criminal, en Hispanoamérica; Estrictamente criminal, en España) es una películas de crimen estadounidense de 2015, dirigida por Scott Cooper y basada en la novela de 2001 Black Mass: The True Story of an Unholy Alliance Between the FBI and the Irish Mob, escrita por Dick Lehr y Gerard O'Neill. La película es protagonizada por Johnny Depp, Kevin Bacon, Benedict Cumberbatch, Joel Edgerton, Peter Sarsgaard, y Dakota Johnson.
El rodaje empezó el 19 de mayo de 2014 en Boston y terminó el 1 de agosto del mismo año. Fue estrenada por Warner Bros. en todo el mundo el 18 de septiembre de 2015.

## Argumento
La historia comienza en Boston en 1975. Dos mafias, la irlandesa y la italiana, conviven enfrentadas por la supremacía en el crimen organizado de la ciudad. La escena inicial ocurre en el Triple O, un pub irlandés de Boston. Kevin Weeks (Jesse Plemons) es el portero del local, al que se le ve involucrándose en una pelea para no permitir entrar a personas problemáticas. Dentro, la banda Winter Hill, cúpula de la mafia irlandesa, habla de sus negocios. Esta banda está liderada por James "Whitey" Bulger (Johnny Depp); Stephen Flemmi (Rory Cochrane), su adjunto; y Johnny Martorano (W. Earl Brown), un sicario. En un momento, un corredor de apuestas, Louis Litif, se enzarza en una agria discusión con Bulger después de que éste le recriminara haber hecho negocios sucios y asesinatos al margen de la banda. Litif amenaza de muerte a miembros de la banda. Al día siguiente, Litif es engañado para ser llevado a un descampado, donde es asesinado por la banda, y Weeks le reemplaza en la cúpula mafiosa.
Después de que la mafia italiana asesina en plena calle a un miembro de Winter Hill, Bulger jura venganza. Circunstancialmente, John Connolly (Joel Edgerton), un agente del FBI, y antiguo compañero de colegio de Bulger y su hermano Bill (Benedict Cumberbatch), que es presidente del Senado estatal de Massachusetts, ofrece a Bulger ser un informador contra la mafia italiana. Pese a que a Bulger le repugna la idea de ser un chivato, acaba aceptando la oferta, sabiendo que al ser un protegido policial, tendrá impunidad para sus crímenes.
En 1981 la vida de Bulger se tuerce después de que su hijo pequeño Douglas muere por el síndrome de Reye y su mujer Lindsey (Dakota Johnson) le pide el divorcio tras una avivada bronca a cuenta del fallecimiento del niño. Para empeorar aún más las cosas, la madre de Bulger muere poco después, pero eso permite que la casa de la anciana se convierta en un piso franco de Winter Hill. En ella, Bulger, sin familia y dedicado exclusivamente al crimen, tortura y asesina a cualquier persona que hable a la policía sobre él y su banda, acumulando los cadáveres en el sótano de la vivienda.
La cooperación de Bulger con el FBI permite desmantelar a la mafia italiana, quedando él y la mafia irlandesa controlando todo el crimen de Boston. Esto permite a Bulger hacerse millonario con negocios sucios y blanqueo de dinero, pero en su ambición, Bulger se propone controlar el negocio del deporte de la cesta punta, para lucrarse con apuestas y resultados amañados. En una reunión de mafiosos, Bulger ordena a Martorano asesinar al presidente de la liga de este deporte, para posteriormente comprar los derechos a su viuda. Un traficante de drogas que estaba en la misma mesa, Brian Halloran (Peter Sarsgaard), recibe 20.000 dólares de Bulger a cambio de su silencio sobre el plan. El asesinato del empresario deportivo se lleva a cabo, pero el FBI no sospecha de Winter Hill al ser la víctima un residente de Tulsa, en Oklahoma, muy lejos de Boston y sin conexión alguna con la ciudad.
Las cosas se tuercen aún más cuando Halloran confiesa a Connolly sus crímenes para conseguir impunidad a cambio de delatar a la banda Winter Hill por los hechos de la cesta punta. En los desfiles por el día de San Patricio, Connolly habla a Bulger sobre estos hechos, y al día siguiente, Bulger ejecuta su venganza asesinando en plena calle, delante de un colegio, a Halloran y a su primo, que le llevaba en su coche. Bulger incumplía así la condición del FBI para ser confidente, por lo que urde un plan para tener a Connolly bajo su control. La banda invita a Connolly a un fin de semana de juerga en Miami para celebrar la disolución de la mafia italiana. Esto no es más que una tapadera que utiliza la banda para asesinar a otro de los viajeros, John Callahan, el consultor que medió en la compra de la liga de cesta punta por parte de Bulger. La banda consigue dejar a Connolly en una posición difícil: si habla a sus superiores de este asesinato, sería el siguiente en morir, pero si no lo hace, será cómplice del asesinato. Connolly cede al chantaje de la banda y les invita a cenar a su casa, donde su esposa ya percibe, con gran sufrimiento, que Connolly está bajo el control de los mafiosos.

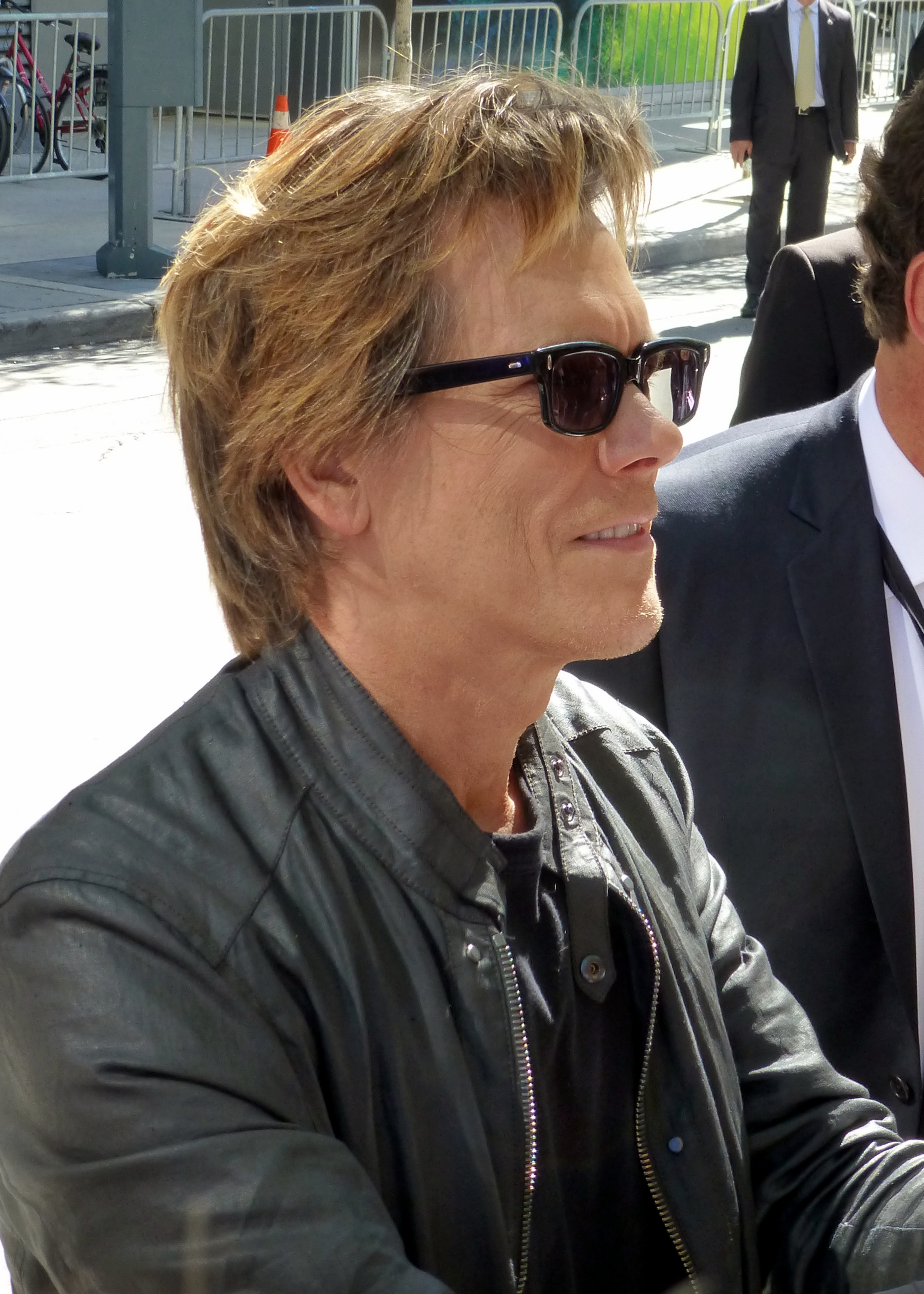
Kevin Bacon en el estreno de Black Mass, 2015

Los años pasan hasta 1994, cuando la mafia en Estados Unidos ya está en pleno declive. La posición de Connolly se vuelve totalmente insostenible cuando el fiscal para el que trabaja se retira para ejercer la abogacía, y es sustituido por un nuevo fiscal más disciplinado. Éste denuncia que las informaciones de Bulger siempre llegan más tarde que las de otras fuentes, haciéndolas inútiles, y sospecha lo que en realidad ocurre: que Bulger utiliza su condición de confidente para lograr impunidad. El fiscal emite una orden de arresto contra Bulger, que al enterarse, se da a la fuga, no sin antes realizar su última ejecución en la casa de su madre: tortura y ahorca a un miembro de Winter Hill que delató el contrabando de armas que la banda realizaba para el IRA.
Bulger se ve por última vez con Connolly antes de partir. Después de esto, el ayudante de Connolly, John Morris, confiesa toda la trama a un periódico local a cambio de inmunidad por sus encubrimientos; posteriormente, los miembros de la cúpula de Winter Hill son arrestados, a excepción del fugado Bulger. Finalmente, listan las condenas de todos los implicados, incluyendo a Connolly por encubrir el asesinato de Callahan, y se anuncia que Bulger fue capturado en el año 2011, siendo condenado a dos cadenas perpetuas consecutivas.

## Elenco
- Johnny Depp como James "Whitey" Bulger
- Joel Edgerton como John Connolly.
- Benedict Cumberbatch como William "Billy" Bulger.[2][3]
- Kevin Bacon como Charles McGuire.
- Jesse Plemons como Kevin Weeks.
- Peter Sarsgaard como Brian Halloran.[4]
- Dakota Johnson como Lindsey Cyr.
- David Harbour como John Morris.
- Rory Cochrane como Steve Flemmi.
- Julianne Nicholson como Marianne Connolly.
- Adam Scott como Robert Fitzpatrick.[5]
- Jeremy Strong como Josh Bond.
- Brad Carter como John McIntyre.
- W. Earl Brown como Johnny Martorano.
- Juno Temple como Deborah Hussey.
- Corey Stoll como Fred Wyshak.
- Erica McDermott como Mary Bulger.
- James Russo como Scott Garriola.

## Producción

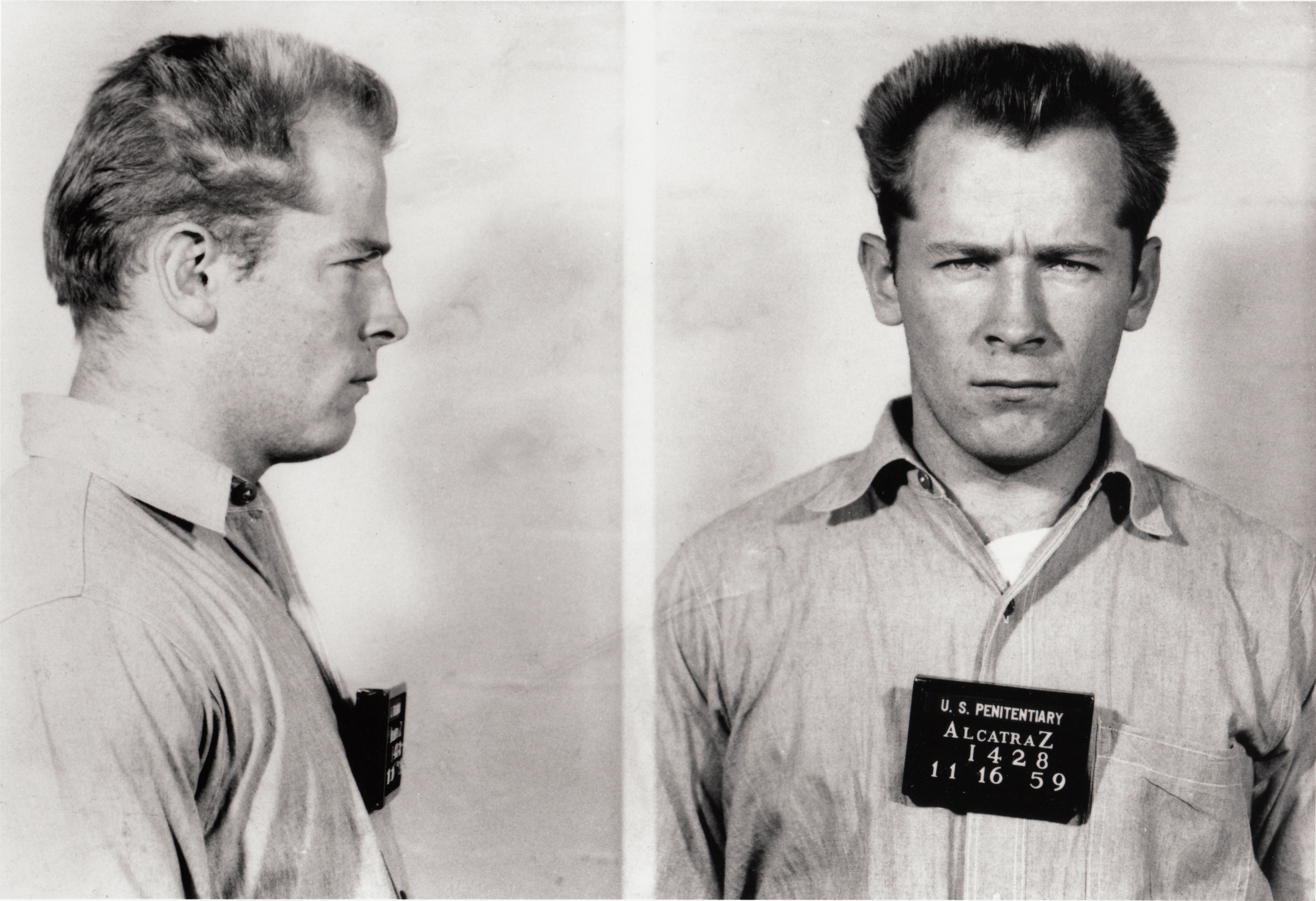
Fotografías policiales de James Joseph Bulger, detenido en 1959 por 18 asesinatos y 31 delitos

Barry Levinson iba a dirigir en un principio la película basada en la vida de Whitey Bulger, el jefe del crimen en Boston. El guion de la película está basado en el libro de Dick Lehr y Gerard O'Neill, y se dice que es "una historia verdadera de Billy Bulger, Whitey Bulger, el agente de FBI John Connolly y el programa de protección de testigos del FBI que fue creado por J. Edgar Hoover." En enero de 2014, Cooper se unió al proyecto para escribir y dirigir la película. El 17 de febrero de 2014, Warner Bros. compró los derechos de distribución en todo el mundo con una fecha de estreno para octubre de 2014, y el estudio también cofinanció la película con Cross Creek. Benedict Cumberbatch reemplazó a Guy Pearce como Billy Bulger el 22 de mayo de 2014. El 10 de junio del mismo año se anunció que Jeremy Strong estaría en la película. El 14 de junio, James Russo también se unió al elenco para interpretar a Scott Garriola, uno de los agentes del FBI que arrestó a Bulger. El 26 de junio, Kevin Bacon fue agregado al elenco para interpretar a Charles McGuire. El 1 de junio, David Harbour fue agregado al elenco para interpretar a John Morris.

## Estreno
El 30 de junio de 2014, Warner Bros. fijó la fecha para el estreno el 18 de septiembre de 2015.